# White House Down
White House Down är en amerikansk action-thrillerfilm som hade premiär den 28 juni 2013. Filmen är regisserad av Roland Emmerich, regissören av filmerna Independence Day (1996), The Day After Tomorrow (2004) och 2012 (2009). Huvudrollsinnehavarna är Channing Tatum, Jamie Foxx och Maggie Gyllenhaal.

## Handling
Polisen John Cale (Channing Tatum) har just nekats sitt drömjobb att skydda president James W. Sawyer (Jamie Foxx) vid Secret Service. För att inte göra sin dotter Emily (Joey King) besviken med den dåliga nyheten tar han med henne på en rundtur i Vita huset. Samtidigt omringas byggnaden av en tungt beväpnad paramilitär grupp som leds av Emil Stenz (Jason Clarke). När det utbryter kaos och tiden innan USA:s regering faller blir knapp, är det upp till John att rädda sin dotter, presidenten och landet.

## Rollista i urval
| Channing Tatum    | – John Cale                         |
| Jamie Foxx        | – President James W. Sawyer         |
| Maggie Gyllenhaal | – Carol Finnerty                    |
| Jason Clarke      | – Emil Stenz                        |
| Richard Jenkins   | – Eli Raphelson, talmannen          |
| Joey King         | – Emily Cale, Johns dotter          |
| James Woods       | – Martin Walker                     |
| Nicolas Wright    | – Guiden Donnie                     |
| Jimmi Simpson     | – Skip Tyler                        |
| Michael Murphy    | – Vicepresident Alvin Hammond       |
| Rachelle Lefevre  | – Melanie Schopp, Johns ex-fru      |
| Lance Reddick     | – General Caulfield                 |
| Matt Craven       | – Agent Kellerman                   |
| Jake Weber        | – Agent Ted Hope                    |
| Peter Jacobson    | – Wallace                           |
| Barbara Williams  | – Muriel Walker, Martin Walkers fru |
| Kevin Rankin      | – Carl Killick                      |
| Garcelle Beauvais | – Alison Sawyer, presidentens fru   |
| Falk Hentschel    | – Motts                             |